# Liste der Länderspiele der isländischen Futsalnationalmannschaft
Die nachfolgende Liste enthält alle Länderspiele der isländischen Futsalnationalmannschaft der Männer, die der Fußballverband von Island, der Knattspyrnusamband Íslands (KSÍ), im Jahr 2010 gegründet hat. Futsal ist die einzige von der FIFA anerkannte Variante des Hallenfußballs. Bisher wurden drei Länderspiele ausgetragen.

## Länderspielübersicht
- Erg. = Ergebnis
- n. V. = nach Verlängerung
- i. S. = im Sechsmeterschießen
- abg. = Spielabbruch
- H = Heimspiel
- A = Auswärtsspiel
- * = Spiel auf neutralem Platz
- Hintergrundfarbe grün = Sieg
- Hintergrundfarbe gelb = Unentschieden
- Hintergrundfarbe rot = Niederlage
- N = Debütant
- = Mannschaftskapitän
- = Tor
- = Eigentor
- = Verwarnung durch Gelbe Karte
- = Platzverweis durch Gelb-Rote Karte
- = Platzverweis durch Rote Karte

| Nr.                      | Datum | Erg. | Gegner       |   | Austragungsort          | Anlass                                  | Bemerkungen |
| ------------------------ | --- | ---- | ------------ | - | ----------------------- | --------------------------------------- | --- |
| 1                        | 21.01.2011 | 4:5  | Lettland     | H | Hafnarfjörður, Ásvellir | Europameisterschaft 2012- Qualifikation | Erstes Heimspiel Erste Niederlage Erste Heimniederlage Höchste Niederlage Höchste Heimniederlage Erstes Spiel unter Nationaltrainer Willum Þór Þórsson Erstes Tor durch Magnús Sverrir Þorsteinsson Erste Gelbe Karte gegen Tryggvi Guðmundsson Erstes Länderspiel gegen Lettland |
| 1                        | Aufstellung: Einar Hjörleifsson N, Albert Sævarsson N – Heimir Þór Ásgeirsson N, Brynjar Gauti Guðjónsson N, Haraldur Freyr Guðmundsson N, Tryggvi Guðmundsson N , Illugi Þór Gunnarsson N, Þorsteinn Már Ragnarsson N , Eiður Aron Sigurbjörnsson N, Guðmundur Steinarsson N , Þórarinn Ingi Valdimarsson N , Magnús Sverrir Þorsteinsson N |      |              |   |                         |                                         | |
| 2                        | 22.01.2011 | 6:1  | Armenien     | H | Hafnarfjörður, Ásvellir | Europameisterschaft 2012- Qualifikation | Erster Sieg Erster Heimsieg Höchster Sieg Höchster Heimsieg Erstes Länderspiel gegen Armenien |
| 2                        | Aufstellung: Einar Hjörleifsson, Albert Sævarsson – Heimir Þór Ásgeirsson, Brynjar Gauti Guðjónsson, Haraldur Freyr Guðmundsson , Tryggvi Guðmundsson , Illugi Þór Gunnarsson, Þorsteinn Már Ragnarsson , Eiður Aron Sigurbjörnsson , Guðmundur Steinarsson , Þórarinn Ingi Valdimarsson , Magnús Sverrir Þorsteinsson                       |      |              |   |                         |                                         | |
| 3                        | 24.01.2011 | 5:4  | Griechenland | H | Hafnarfjörður, Ásvellir | Europameisterschaft 2012- Qualifikation | Letztes Spiel unter Nationaltrainer Willum Þór Þórsson Erstes Länderspiel gegen Griechenland |
| 3                        | Aufstellung: Einar Hjörleifsson, Albert Sævarsson – Guðmundur Karl Guðmundsson N, Haraldur Freyr Guðmundsson , Tryggvi Guðmundsson , Illugi Þór Gunnarsson, Þorsteinn Már Ragnarsson , Eiður Aron Sigurbjörnsson, Aron Sigurðarson N, Guðmundur Steinarsson, Þórarinn Ingi Valdimarsson , Magnús Sverrir Þorsteinsson                        |      |              |   |                         |                                         | |
| Stand: 12. Dezember 2018 | |      |              |   |                         |                                         | |

## Statistik
In der Statistik werden nur die offiziellen Länderspiele berücksichtigt.

- Sp. = Spiele
- Sg. = Siege
- Uts. = Unentschieden
- Ndl. = Niederlagen
- Hintergrundfarbe grün = positive Bilanz
- Hintergrundfarbe gelb = ausgeglichene Bilanz
- Hintergrundfarbe rot = negative Bilanz
- Jg. = Jahrgang
- Pos. = Position
- = Mannschaftskapitän
- = Tor
- = Eigentor
- = Verwarnung durch Gelbe Karte
- = Platzverweis durch Gelb-Rote Karte
- = Platzverweis durch Rote Karte

### Gegner
| Land         | Kontinentalverband | Sp. | Sg. | Uts. | Ndl. | Torverhältnis |
| ------------ | ------------------ | --- | --- | ---- | ---- | ------------- |
| Armenien     | UEFA               | 1   | 1   | 0    | 0    | 6:1           |
| Griechenland | UEFA               | 1   | 1   | 0    | 0    | 5:4           |
| Lettland     | UEFA               | 1   | 0   | 0    | 1    | 4:5           |
| Gesamt       | Gesamt             | 3   | 2   | 0    | 1    | 15:10         |

### Kontinentalverbände
| Kontinentalverband                 | Sp. | Sg. | Uts. | Ndl. | Torverhältnis |
| ---------------------------------- | --- | --- | ---- | ---- | ------------- |
| AFC (Asien)                        | 0   | 0   | 0    | 0    | 0:0           |
| CAF (Afrika)                       | 0   | 0   | 0    | 0    | 0:0           |
| CONCACAF (Nord- und Mittelamerika) | 0   | 0   | 0    | 0    | 0:0           |
| CONMEBOL (Südamerika)              | 0   | 0   | 0    | 0    | 0:0           |
| OFC (Ozeanien)                     | 0   | 0   | 0    | 0    | 0:0           |
| UEFA (Europa)                      | 3   | 2   | 0    | 1    | 15:10         |
| Gesamt                             | 3   | 2   | 0    | 1    | 15:10         |

### Anlässe
| Anlass                                   | Sp. | Sg. | Uts. | Ndl. | Torverhältnis |
| ---------------------------------------- | --- | --- | ---- | ---- | ------------- |
| Europameisterschaft-Qualifikationsspiele | 3   | 2   | 0    | 1    | 15:10         |
| Freundschaftsspiele                      | 0   | 0   | 0    | 0    | 0:0           |
| Gesamt                                   | 3   | 2   | 0    | 1    | 15:10         |

### Spielarten
| Spielart                       | Sp. | Sg. | Uts. | Ndl. | Torverhältnis |
| ------------------------------ | --- | --- | ---- | ---- | ------------- |
| Heimspiele (H)                 | 3   | 2   | 0    | 1    | 15:10         |
| Spiele auf neutralem Platz (*) | 0   | 0   | 0    | 0    | 0:0           |
| Auswärtsspiele (A)             | 0   | 0   | 0    | 0    | 0:0           |
| Gesamt                         | 3   | 2   | 0    | 1    | 15:10         |

### Austragungsorte
| Austragungsort | Land   | Sp. | Sg. | Uts. | Ndl. | Torverhältnis |
| -------------- | ------ | --- | --- | ---- | ---- | ------------- |
| Hafnarfjörður  | Island | 3   | 2   | 0    | 1    | 15:10         |
| Gesamt         | Gesamt | 3   | 2   | 0    | 1    | 15:10         |

### Spielergebnisse
|      | Gegentore | Gegentore | Gegentore | Gegentore | Gegentore | Gegentore |
| Tore | 0         | 1         | 2         | 3         | 4         | 5         |
| ---- | --------- | --------- | --------- | --------- | --------- | --------- |
| 0    | -         | -         | -         | -         | -         | -         |
| 1    | -         | -         | -         | -         | -         | -         |
| 2    | -         | -         | -         | -         | -         | -         |
| 3    | -         | -         | -         | -         | -         | -         |
| 4    | -         | -         | -         | -         | -         | 1         |
| 5    | -         | -         | -         | -         | 1         | -         |
| 6    | -         | 1         | -         | -         | -         | -         |

### Spieler
| Name                        | Jg.  | Erstes Spiel | Letztes Spiel | Pos. | Sp. | Kapitän | Tore | Eigentore | Gelbe Karte | Gelb-Rote Karte | Rote Karte | Verein                |
| --------------------------- | ---- | ------------ | ------------- | ---- | --- | ------- | ---- | --------- | ----------- | --------------- | ---------- | --------------------- |
| Heimir Þór Ásgeirsson       | 1990 | 21.01.2011   | 22.01.2011    | Feld | 2   | –       | –    | –         | –           | –               | –          | UMF Grundarfjörður    |
| Brynjar Gauti Guðjónsson    | 1992 | 21.01.2011   | 22.01.2011    | Feld | 2   | –       | –    | –         | –           | –               | –          | ÍB Vestmannaeyjar     |
| Guðmundur Karl Guðmundsson  | 1991 | 24.01.2011   | 24.01.2011    | Feld | 1   | –       | –    | –         | –           | –               | –          | UMF Fjölnir Reykjavík |
| Haraldur Freyr Guðmundsson  | 1981 | 21.01.2011   | 24.01.2011    | Feld | 3   | –       | 1    | –         | 1           | –               | –          | ÍF Keflavík           |
| Tryggvi Guðmundsson         | 1974 | 21.01.2011   | 24.01.2011    | Feld | 3   | 3       | 2    | –         | 2           | –               | –          | ÍB Vestmannaeyjar     |
| Illugi Þór Gunnarsson       | 1988 | 21.01.2011   | 24.01.2011    | Feld | 3   | –       | –    | –         | –           | –               | –          | UMF Fjölnir Reykjavík |
| Einar Hjörleifsson          | 1977 | 21.01.2011   | 24.01.2011    | Tor  | 3   | –       | –    | –         | –           | –               | –          | UMF Víkingur Ólafsvík |
| Þorsteinn Már Ragnarsson    | 1990 | 21.01.2011   | 24.01.2011    | Feld | 3   | –       | 3    | –         | 1           | –               | –          | UMF Víkingur Ólafsvík |
| Albert Sævarsson            | 1973 | 21.01.2011   | 24.01.2011    | Tor  | 3   | –       | –    | –         | 1           | –               | –          | ÍB Vestmannaeyjar     |
| Eiður Aron Sigurbjörnsson   | 1990 | 21.01.2011   | 24.01.2011    | Feld | 3   | –       | –    | –         | 1           | –               | –          | ÍB Vestmannaeyjar     |
| Aron Sigurðarson            | 1993 | 24.01.2011   | 24.01.2011    | Feld | 1   | –       | –    | –         | –           | –               | –          | UMF Fjölnir Reykjavík |
| Guðmundur Steinarsson       | 1979 | 21.01.2011   | 24.01.2011    | Feld | 3   | –       | 2    | –         | –           | –               | –          | ÍF Keflavík           |
| Þórarinn Ingi Valdimarsson  | 1990 | 21.01.2011   | 24.01.2011    | Feld | 3   | –       | 4    | –         | 1           | –               | –          | ÍB Vestmannaeyjar     |
| Magnús Sverrir Þorsteinsson | 1982 | 21.01.2011   | 24.01.2011    | Feld | 3   | –       | 3    | –         | –           | –               | –          | ÍF Keflavík           |

### Trainer
| Nr. | Bild | Name               | Geburts- datum | Erstes Spiel | Letztes Spiel | Sp. | Sg. | Uts. | Ndl. |
| --- | ---- | ------------------ | -------------- | ------------ | ------------- | --- | --- | ---- | ---- |
| 1   |      | Willum Þór Þórsson | 17.03.1963     | 21.01.2011   | 24.01.2011    | 3   | 2   | 0    | 1    |